# Chanson pour Lya (nouvelle)
Chanson pour Lya (titre original : A Song for Lya) est un roman court de George R. R. Martin, paru pour la première fois en juin 1974 dans le magazine Analog Science Fiction and Fact. Ce roman court a donné son nom au recueil original Chanson pour Lya (A Song for Lya and Other Stories), regroupant dix histoires de Martin, publié en février 1976.
Chanson pour Lya a remporté le prix Hugo du meilleur roman court 1975.

## Publications en France
La nouvelle a été traduite et publiée en français en octobre 1982 dans le recueil paru aux éditions J'ai lu. Elle fait également partie du recueil R.R.étrospective (GRRM: A RRetrospective), publié en septembre 2003, dans lequel la nouvelle apparaît dans sa traduction française avec un nouveau titre : Une chanson pour Lya.

## Contexte
- Personnages principaux
  - Lyanna (télépathe)
  - Robb (télépathe) : narrateur
  - Dino Valcarenghi
  - Laurie Blackburn
  - Gustaffson
- Lieu : Ch’kéa-Ville, sur une planète fictive.

## Résumé
Un couple de deux télépathes est envoyé sur Ch’kéa, ville-capitale de la planète sur laquelle résident les Ch’kéens. L'administrateur de la planète, Dino Valcarenghi, a fait appel à Lyanna (« Lya ») et à son compagnon Robb pour découvrir les raisons d'un processus religio-psychologique qu'il ne parvient pas à comprendre.
En effet la religion ch’kéenne consiste dans le « Culte de l'Union » : arrivés à l'âge de 50 ou 60 ans, les Ch’kéens acceptent d'être mis en présence d'une créature parasite locale, le Grichka. Ce dernier se fixe sur la peau du Ch’kéen et le « mange » progressivement, jusqu'à la mort du porteur. Pour Dino Valcarenghi, il n'y a pas lieu d'aller à l'encontre de cette religion, même s'il considère que les effets sont ceux d'un suicide accepté par ses croyants. Le problème est que cette religion est acceptée par des humains. Au début, seuls quelques humains s'étaient convertis, aujourd'hui ils sont de plus en plus nombreux. C'est ce qui inquiète Dino Valcarenghi : pourquoi de plus en plus d'êtres humains se convertissent-ils à cette religion et acceptent-ils un Grichka qui va les dévorer ?
Lya et Robb se mettent au travail. Grâce à leurs pouvoirs télépathiques, ils entrent en contact, d'abord avec des Ch’kéens, puis avec des humains, dont l'un est l'ancien administrateur de la planète, Gustaffson. Ils comprennent vite que les membres de cette religion sont « connectés » entre eux et qu'ils évitent ainsi tout sentiment de solitude.
Mais l'enquête a une conséquence que personne n'avait prévu : Lya se convertit au Culte de l'Union et propose à Robb, voire le supplie, de la rejoindre.
Robb refuse de se fondre dans le Culte de l'Union et de suivre sa compagne. Pour se « protéger psychiquement », il décide de quitter immédiatement la planète. Il est désormais célibataire. Il ne va pas le rester longtemps : à bord du vaisseau spatial se trouve Laurie Blackburn, la compagne de Dino Valcarenghi, délaissée par son mari qu'elle trouve distant et peu aimant. Au cours du voyage spatial, Robb et Laurie apprennent à se découvrir ; le récit se termine par l’annonce qu'ils ont passé la nuit ensemble et qu’ils ont eu une relation sexuelle.

## Autour du récit
George Martin reprendra les prénoms des deux principaux personnages du récit pour nommer des personnages de sa saga Le Trône de fer issus de la Maison Stark : Lyanna et Robb Stark.